# Moviment Espanyol d'Alliberament Homosexual
El Moviment Espanyol d'Alliberament Homosexual (MELH) o en castellà Movimiento Español de Liberación Homosexual, inicialment anomenat Agrupación Homófila para la Igualdad Sexual (AGHOIS), creada a Barcelona entre el gener i febrer de 1970, va ser la primera organització de defensa de l'alliberament sexual a l'estat espanyol, precedent del Front d'Alliberament Gai de Catalunya i de la Coordinadora de Fronts d'Alliberament Homosexual de l'Estat Espanyol.

## Creació
L'origen de l'associació està en els grups d'homosexuals catalans que es reunien periòdicament en diversos pisos privats a Barcelona. Al contrari que altres reunions a les quals assistien homosexuals, com les que es realitzaven a casa de Vicente Aleixandre, aquestes tenien una component de lluita, d'intentar canviar la situació social. Armand de Fluvià rebia la revista Arcadie des de França i estava al corrent de les revoltes de maig del 68, els disturbis de Stonewall i els moviments LGBT que estaven naixent als Estats Units i Europa. Però el fet que els va fer fer el pas definitiu per organitzar-se va ser la tramitació de la Llei de Perillositat Social, que considerava als homosexuals com a «perill social» només per ser-ho.
En 1970 Mir Bellgai i Roger de Gaimon, pseudònims sota els quals s'ocultaven Francesc Francino i Armand de Fluviá, van crear clandestinament a Barcelona l'Agrupació Homófila per a la Igualtat Sexual (AGHOIS) articulada ja com a grup.
L'any 1971 es va reanomentar el grup com a Movimiento Español de Liberación Homosexual, ja amb ramificacions a Madrid i Bilbao, a imatge del Gay Liberation Front dels Estats Units. La primera reunió sota el nou nom va ser el 10 de juliol de 1972.

## Desenvolupament
Una de les primeres accions del grup va ser l'enviament des de París d'una carta als bisbes Procuradors en Corts i a algunes revistes i diaris, en la qual s'incloïen fullets sobre homosexualitat i llei, aspectes jurídics de l'homosexualitat, etc., per a l'eliminació de la Llei de Perillositat Social. El resultat va ser que la llei es va suavitzar en el seu pas per les Corts.
El moviment va entrar en contacte amb organitzacions similars a l'Argentina, Estats Units, França, Gran Bretanya, Itàlia i Puerto Rico. Representants seus van participar en congressos internacionals a París (1973), Edimburg (1974) i Sheffield (1975).
Les reunions van continuar setmanalment en grups de sis o vuit persones, de forma clandestina, en diferents pisos. No existia possibilitat de realitzar reunions més grans, haguessin cridat l'atenció dels serenos i la policia. Així que quan hi havia un nombre suficient, es creava un grup nou. Va arribar a haver-hi uns sis grups de 10 a 12 persones. Entre els participants en les reunions s'hi trobaven noms coneguts, com Fabià Puigserver, actor i director de teatre, o Ventura Pons, director de cinema. No obstant això, alguns dels participants prefereixen mantenir-se en l'anonimat trenta anys després.
En les reunions es discutien sobretot els problemes dels homosexuals en l'Espanya de l'època: la família, l'Església, la situació dels gais. De vegades fins i tot es planificaven els temes de discussió perquè poguessin ser preparats amb bibliografia. Així, per exemple, en 1972 es van plantejar els temes «La família» i «L'instint». A partir d'agost de 1972, per influència d'una militant comunista anomenada «Armanda Klein», s'introdueix un element ideològic en les discussions, en concret l'ideari marxista per articular la lluita.

## Desaparició
El moviment es va debilitar, a causa de la pressió policial, i les reunions van deixar de fer-se cap a 1973 o 74.
Després de la mort de Franco, el grup tornaria a organitzar-se ja sota el nom de Front d'Alliberament Gai de Catalunya en 1975. La nova organització es va convertir en un dels grups més importants i combatius de l'Estat Espanyol durant i després de la Transició, sent un dels impulsors de la Coordinadora de Fronts d'Alliberament Homosexual de l'Estat Espanyol, ja en 1977.

## Butlletí AGHOIS
L'any 1972 es va començar a publicar la revista AGHOIS, una de les activitats més importants del grup. Es van publicar en total divuit números del que es presentava com el «suplement de Arcadie per als espanyols». La publicació de la revista va ser molt complicada i només va poder realitzar-se gràcies a la col·laboració de la revista Arcadie, sobretot de l'activista André Baudry, de la revista sueca Revolt i del suport econòmic i moral de l'aristòcrata Rafael Rosillo.
Els textos es preparaven a Barcelona i eren duts a Perpinyà, on s'editava la revista. Després els exemplars eren enviats a París, des d'on eren reexpedits per correu a Espanya, en la seva majoria a Catalunya. Fluvià calcula que només arribava un 40% dels enviaments i que el 60% era interceptat per la policia. En 1973 l'existència de la revista va arribar a l'orella del ministre d'afers exteriors Laureano López Rodó i, després de protestes de l'ambaixador espanyol a França, va haver de començar a publicar-se a Suècia, amb la col·laboració de la revista Revolt.
La revista es definia a si mateixa en el seu primer número:
| «                             | Leyéndola cubrirás el vacío de tu aislamiento y encontrarás algo más sustancial que una banal conversación. Serás informado de todo cuanto ocurra en España y en el extranjero [...]. Con nuestra relación empezaremos a ser algo más que hombres solitarios en busca de la aventura. Somos hombres conscientes de nuestra peculiaridad, ansiosos por conseguir una mayor libertad y el respeto que se nos debe. | » |
| — AGHOIS op. cit. Mira (2004) | |   |

Els temes tractats eren de caràcter polític i notícies, tant nacionals com a estrangeres. Però sobretot destacava l'aspecte cultural, amb crítiques sobre llibres i pel·lícules, seguint l'exemple de Arcadie d'intentar crear un sentiment d'història homosexual comuna. El to era amable, molt diferent de la combativitat mostrada per les revistes posteriors. Inicialment es tractava amb profunditat l'Església, que en aquell moment era el major obstacle a la normalització, fins i tot més que el Govern. Més tard l'interès se centraria més en la lluita política contra la Llei de Perillositat.